# Captation testamentaire en droit québécois
Pour un article plus général, voir Captation testamentaire.
En droit des successions québécois, la captation testamentaire désigne les manœuvres frauduleuses par lesquelles un potentiel héritier cherche à se faire nommer au testament ou cherche à faire exhéréder quelqu'un à son profit. Il s'agit d'un vice de consentement car le potentiel héritier abuse de son pouvoir sur le testateur en empêchant le libre exercice de la volonté de ce dernier. Souvent dans la jurisprudence, les cas de captation testamentaire concernent des enfants qui exercent un monopole sur l'activité de leurs parents mourants afin de les empêcher de voir d'autres personnes, y compris les autres frères et sœurs, dans le but de créer l'illusion que seul l'enfant qui exerce l'abus de pouvoir est digne d'être inclus au testament. 

## Charge de la preuve
Dans l'arrêt Martel c. Charpentier, la Cour d'appel du Québec explique la charge de la preuve de la captation testamentaire : 

« [24] Celui qui invoque la captation doit en faire la preuve. Il est acquis qu’une telle preuve se fera le plus souvent par présomptions, en raison du secret entourant les manœuvres qui doivent être prouvées et en l’absence du témoin qui en a été victime. La preuve présentée devra ainsi établir par présomptions de faits « graves, précises et concordantes » que des manœuvres dolosives ont influencé la décision du testateur]. La preuve de la captation ne saurait s’établir en examinant isolément les actes des individus impliqués, mais plutôt en considérant leur comportement de manière globale.
[25] De plus, si la preuve d’actes frauduleux est faite, encore faut-il démontrer que ceux-ci ont causé la modification ou la signature des dispositions testamentaires. De simples soupçons ne suffisent pas. »

## Moyens souvent utilisés sur le plan testamentaire
L'auteur d'une captation testamentaire va souvent lui-même dactylographier un testament devant témoins (dit « testament suivant la forme dérivée de la loi d'Angleterre ») puis le faire signer sous contrainte par les témoins et le parent mourant, en se nommant légataire universel et en étant souvent lui-même l'un des témoins.
Dans l'arrêt Lemaine (Succession de), la Cour d'appel du Québec interprète l'article 727 du Code civil du Québec dans le contexte de la captation testamentaire : 

« Art. 727.   Le testament devant témoins est écrit par le testateur ou par un tiers.
En présence de deux témoins majeurs, le testateur déclare ensuite que l'écrit qu'il présente, et dont il n'a pas à divulguer le contenu, est son testament; il le signe à la fin ou, s'il l'a signé précédemment, reconnaît sa signature; il peut aussi le faire signer par un tiers pour lui, en sa présence et suivant ses instructions.
Les témoins signent aussitôt le testament en présence du testateur. »

La question qui se pose est la suivante : est-ce que la personne qui rédige et/ou signe un testament devant témoins et devient légataire universel en conséquence de celui-ci est un tiers au sens de la disposition? La Cour d'appel en vient à la conclusion dans cet arrêt Lemaine que le rédacteur du testament ne peut pas être considéré comme un tiers quand il est légataire universel et intéressé.

« [22]À mon avis, l'appelante, parce qu'elle est légataire universelle et donc intéressée, ne peut être considérée comme un tiers au sens de l'article 727 C.c.Q. Elle ne pouvait donc pas signer le testament à la place de son frère. Je m'explique.
[23]        Prenant appui sur le texte de l'article 851 C.c.B.-C. qui mentionne que le testament suivant la forme dérivée de la loi d'Angleterre peut être signé « par une autre personne pour [le testateur] en sa présence » et dont l'article 727 C.c.Q. reprend les caractéristiques essentielles, l'appelante soutient que le mot « tiers » signifie tout simplement toute autre personne que le testateur. Le testament étant par ailleurs un acte juridique unilatéral en vertu de l'article 704 C.c.Q., et non un contrat, seul le testateur serait partie à l'acte, toute autre personne étant alors forcément un tiers.
[29]        Je ne suis pas en train d'affirmer que le testament de Yves Lemaine est un faux. Je tiens simplement à souligner que lorsqu'un tiers signe à la place du testateur et que son testament n'est pas rédigé de sa main, mais dactylographié comme en l'espèce, il n'y a aucun moyen d'en vérifier l'authenticité si les témoins sont de connivence avec le tiers.
[30]        Bref, il ne me semble pas que c'est faire violence au texte de l'article 727 C.c.Q. que d'affirmer que le légataire universel, tout comme le légataire à titre universel et le légataire particulier ne peuvent signer, en tant que tiers, à la place du testateur. »

Plus récemment, dans l'arrêt Diamond Provencher c. Adam de 2024, la Cour d'appel réaffirme les conclusions de l'arrêt Lemaine : 

« [28]    Depuis l’arrêt Lemaine, la jurisprudence de la Cour supérieure est unanime : un testament devant témoins ou un codicille rédigé par un légataire ne respecte pas les exigences énoncées à l’article 727 C.c.Q.. Ce courant jurisprudentiel n’est pas remis en question par la doctrine. Au contraire, dans leur ouvrage de référence, les auteurs Beaulne et Morin écrivent que le raisonnement adopté dans l’arrêt Lemaine règle la question de la possibilité qu’un testament devant témoins soit rédigé par une tierce personne y étant identifiée comme légataire :
L’article 729 C.c.Q. prévoit une série de formalités de substitution qui permettent à la personne qui ne peut lire de faire un testament [devant témoins]. Un légataire universel désigné dans un testament ne peut cependant pas être considéré comme un tiers. Il est dès lors impossible pour cette personne de rédiger le testament à la place du testateur : Lemaine (Succession de), 2012 QCCA 1371; Blouin (Succession de), 2014 QCCS 282. »